# بروسونتة أليفة الصخور
بروسونتة أليفة الصخور (الاسم العلمي:Broussonetia rupicola) هي نوع من النباتات تتبع جنس البروسونتة من الفصيلة التوتية.